# Jeremy Guscott
Jeremy Clayton Guscott (* 7. Juli 1965 in Bath) ist ein ehemaliger englischer Rugby-Union-Spieler. Er spielte für Bath Rugby, die englische Nationalmannschaft und die British and Irish Lions.

## Karriere
Guscott gab sein Nationalmannschaftsdebüt 1989 im Spiel gegen Rumänien, in dem er gleich drei Versuche legen konnte. Im selben Jahr wurde er auch für seine erste Lions-Tour berücksichtigt. Er kam in den beiden abschließenden Spielen gegen Australien zum Einsatz, die Lions gewannen die Serie schließlich mit 2:1. 1991 erreichte er mit England das Finale der Weltmeisterschaft, verlor dort aber gegen die Australier.
Bei seiner zweiten Lions-Tour 1993 nach Neuseeland spielte Guscott in allen Test Matches gegen die All Blacks. 1995 war erneut im Kader Englands zur Weltmeisterschaft. Im folgenden Jahr verlor er seinen Stammplatz, kehrte aber bald darauf zu seiner Form zurück und wurde für die Südafrika-Tour 1997 der Lions nominiert. Im zweiten Test gegen Südafrika erzielte er das entscheidende Dropgoal zum Sieg der Auswahl, die letztlich auch die Serie für sich entscheiden konnte. Bei der Weltmeisterschaft 1999 spielte er zum letzten Mal für England im Spiel gegen Tonga und legte auch seinen letzten Versuch. Im Jahr 2000 beendete er auch seine Vereinskarriere bei Bath.
Seit seinem Karriereende arbeitet Guscott als Experte für die BBC und schreibt Kolumnen für einige britische Zeitschriften.